# Електронен бюлетин
Електронният бюлетин е брошура в електронен вариант (е-брошура). Целта на брошурата може да бъде рекламна, да представи компания, организация, продукт или услуга. Електронните бюлетини са лесно разпространими и са по-евтини от обикновената хартиена брошура.
Използването на електронна брошура е удобно и икономично:
- Безплатно и неограничено разпространение – изпращане на неопределен брой копия.
- Спестяване от разходи. – не се заплащат разходи по принтиране, копиране и доставка, тъй като се праща по имейл.
- Лесни са за актуализация.